# Dalbosec község
Dalbosec község (románul: Comuna Dalboșeț) község Krassó-Szörény megyében, Romániában. Központja Dalbosec, beosztott falvai Boina, Boinița, Bârz, Kisresica, Prislop, Ósopot.

## Népessége
A 2011-es népszámlálás adatai alapján a község népessége 1650 fő volt.